# Georges Le Rider
Pour les articles homonymes, voir Le Rider.
Georges Charles Le Rider, né le 27 janvier 1928 à Saint-Hernin (Finistère) et mort le 3 juillet 2014 à Givors (Rhône), est un historien, bibliothécaire et administrateur français, spécialiste de la numismatique grecque, qui dirigea la Bibliothèque nationale (Paris). Il a eu une relation filiale avec Henri Seyrig qui est devenu et resté son mentor.

## Biographie
Après avoir été admis en 1948 à l’École normale supérieure, il obtient en 1952 l’agrégation de lettres, reçu 1er. Membre de l’École française d'Athènes de 1952 à 1955, il rejoint l’Institut français d’archéologie du Proche-Orient, où il reste jusqu'en 1958. C'est à Athènes en 1954 que naît son fils Jacques Le Rider devenu un germaniste renommé, puis à Beyrouth en 1958 sa fille Béatrice Le Rider qui sera éditrice et journaliste. À son retour de Beyrouth, il entre à la Bibliothèque nationale comme conservateur du Cabinet des médailles, département dont il assure ensuite la direction à partir de 1961. En 1975, il quitte le Département des monnaies pour devenir administrateur général de la Bibliothèque nationale, poste qu'il occupe jusqu'à sa nomination, en 1981, à la direction de l'Institut français d'études anatoliennes d’Istanbul.
Parallèlement, il mène une carrière d'enseignant, d'abord à l’École pratique des hautes études, puis à l'université de Lille et à l'université de Paris-IV, avant d'être élu en 1993 professeur d’histoire économique et monétaire de l’Orient hellénistique au Collège de France. Il prend sa retraite en 1998.
Il avait élu membre de l’Académie des inscriptions et belles-lettres en 1989. Son épouse née Paule Roussel est décédée en 2015.
Georges Le Rider a encore été Conservateur du manoir et du musée de Kerazan en Bretagne, à Loctudy.
Georges Le Rider est nommé chevalier de l'ordre national de la Légion d'honneur en 1977 et promu officier le 30 janvier 2008. Il est également officier de l'ordre national du Mérite et commandeur des Palmes académiques.

## Publications
- Suse sous les Séleucides et les Parthes, les trouvailles monétaires et l’histoire de la ville, 1965 (thèse)
- Monnaies crétoises du Ve au Ier siècle av. J.-C., 1966 (thèse complémentaire)
- Code pour l’analyse des monnaies, 1975
- Le monnayage d’argent et d’or de Philippe II frappé en Macédoine de 359 à 294, 1977
- Catalogue de la collection Delepierre entrée au Cabinet des médailles en 1966, 1983 (en collaboration avec H. Nicolet)
- Le Trésor de Meydancikkale (Cilicie-Trachée 1980), 1988 (en collaboration avec A. Davesne)
- Monnayages et finances de Philippe II, un état de la question, 1996
- Prix du blé et numéraire dans l’Égypte lagide de 305 à 173, 1997 (en collaboration avec H. Cadell)
- Séleucie du Tigre, les monnaies séleucides et parthes, 1998
- Antioche de Syrie sous les Séleucides : corpus des monnaies d’or et d’argent. I, De Séleucos à Antiochos V, c. 300-161, 1999
- La naissance de la monnaie : pratiques monétaires de l'Orient ancien, Paris, PUF, 2001, coll. "Histoires".
- Alexandre Le Grand : monnaie, finances et politique, 2003
- Les Séleucides et les Ptolémées : l'héritage monétaire et financier d'Alexandre le Grand, 2006 (en collaboration avec François de Callataÿ).

## Distinctions
- Officier de la Légion d'honneur
- Officier de l'ordre national du Mérite
- Commandeur de l'ordre des Palmes académiques